# Bureau du porte-parole de la Maison-Blanche
Le Bureau du porte-parole de la Maison-Blanche est chargé de recueillir et de diffuser des informations à trois groupes principaux : le président, le personnel de la Maison-Blanche et les médias. Ce bureau est dirigé par le porte-parole de la Maison-Blanche, et fait partie du Bureau exécutif du président des États-Unis.
Le Bureau du porte-parole gère les besoins quotidiens en communication du président et entretient les relations avec les médias d'information.  Tandis que le Bureau des communications est chargé de la planification stratégique de la communication publique du président, le Bureau du porte-parole répond aux demandes immédiates des journalistes et du personnel. Le dirigeant de ce bureau doit faire preuve de stabilité et reste généralement en fonction pendant une période relativement longue. En 89 ans d'existence, seuls 36 individus ont occupé ce poste. Le porte-parole communique les informations du président aux journalistes par divers moyens formels et informels. Le succès de cette fonction dépend de la qualité des informations transmises aux journalistes, au président et au personnel de la Maison-Blanche.
Un exemple typique de document émanant de ce bureau est la publication de notes de service concernant des lois ou politiques. En 2009, le Bureau du porte-parole du président Barack Obama a publié un mémorandum sur la loi sur la liberté d'information (Freedom of Information Act). Il y était précisé que « le gouvernement ne doit pas garder une information confidentielle uniquement parce que sa divulgation pourrait embarrasser des responsables, révéler des erreurs ou des échecs, ou à cause de peurs spéculatives ou abstraites ». Le Bureau est également responsable de la rédaction des déclarations officielles du porte-parole, publiées sur le site web de la Maison-Blanche. Par exemple, une déclaration publiée le 19 octobre 2018 par l’administration Donald Trump concernait le Plan d’action national pour la sécurité sanitaire des États-Unis. Ce plan vise à « préparer le gouvernement des États-Unis à faire face aux urgences de santé publique ».

## Fonction
Le Bureau du porte-parole fournit un appui et des informations aux médias nationaux et internationaux concernant les positions, activités et décisions du président. Il travaille en collaboration avec le Bureau des communications de la Maison-Blanche (en) pour élaborer et diffuser le message de l’administration.

## Personnel principal en mai 2025
- Porte-parole de la Maison-Blanche : Karoline Leavitt

- Assistant spécial du président et porte-parole adjoint principal : Harrison Fields

- Porte-parole adjoint : 
  - Anna Kelly
  - Kush Desai (en)